# Manifesto Russell-Einstein
O Manifesto Russell-Einstein é um texto redigido por Bertrand Russell e apoiado por Albert Einstein, assinado em Londres a 9 de julho de 1955. No decorrer da Guerra Fria, os signatários alertavam para os perigos da proliferação de armamento nuclear e solicitavam para que os líderes mundiais buscassem soluções pacíficas para os conflitos internacionais. Foi subscrito por onze cientistas e intelectuais de primeira linha, o mais notável de eles Albert Einstein, uns dias antes da sua morte, a 18 de abril de 1955. Uns dias depois de ser divulgado, o filantropo Cyrus Eaton ofereceu-se para organizar uma conferência em Pugwash, Nova Escócia (Canadá), o lugar de nascimento de Eaton. Seria a primeira das Conferências Pugwash sobre Ciência e Negócios Mundiais, que se têm celebrado cada ano desde 1957.

## Antecedentes
A primeira detonação de uma arma atômica ocorreu em 16 de julho de 1945 no deserto ao norte de Alamogordo, Novo México. Em 6 de agosto de 1945, os EUA lançaram a bomba Little Boy na cidade japonesa de Hiroshima. Três dias depois, lançou a bomba Fat Man sobre Nagasaki. Pelo menos 100 000 civis foram mortos por esses dois bombardeios.

Em 18 de agosto de 1945, o Glasgow Forward publicou "A bomba e a civilização", o primeiro comentário registrado conhecido de Bertrand Russell sobre armas atômicas, que ele começou a compor no dia em que Nagasaki foi bombardeada. Continha tópicos que mais tarde apareceriam no manifesto:
A perspectiva para a raça humana é sombria além de qualquer precedente. A humanidade se depara com uma alternativa clara: ou todos pereceremos ou teremos que adquirir um mínimo de bom senso. Será necessário muito novo pensamento político para evitar o desastre total. 
Depois de saber do bombardeio de Hiroshima e ver uma corrida armamentista nuclear iminente, Joseph Rotblat, o único cientista a deixar o Projeto Manhattan por motivos morais, observou que "ficou preocupado com todo o futuro da humanidade".
Ao longo dos anos que se seguiram, Russell e Rotblat trabalharam em esforços para conter a proliferação nuclear, colaborando com Albert Einstein e outros cientistas para redigir o que ficou conhecido como o Manifesto Russell-Einstein.

## Conferência de imprensa, 9 de julho de 1955
O manifesto foi divulgado durante coletiva de imprensa em Caxton Hall, em Londres. Rotblat, que presidiu a reunião, descreve-a da seguinte forma: 
Pensava-se que apenas alguns membros da imprensa apareceriam e uma pequena sala foi reservada em Caxton Hall para a coletiva de imprensa. Mas logo ficou claro que o interesse estava aumentando e a próxima sala maior foi reservada. No final, a sala maior foi ocupada e no dia da Conferência ela estava lotada com representantes da imprensa, rádio e televisão de todo o mundo. Depois de ler o Manifesto, Russell respondeu a uma enxurrada de perguntas de membros da imprensa, alguns dos quais inicialmente eram abertamente hostis às ideias contidas no Manifesto. Gradualmente, porém, eles foram convencidos pela contundência de seus argumentos, como ficou evidente nas excelentes reportagens da Imprensa, que em muitos casos deram cobertura de primeira página.
Russell havia começado a conferência afirmando: 
Estou levando a advertência pronunciada pelos signatários ao conhecimento de todos os poderosos governos do mundo, na esperança sincera de que eles concordem em permitir que seus cidadãos sobrevivam.

## Sinopse
O manifesto convocou uma conferência em que os cientistas avaliariam os perigos que as armas de destruição em massa representam para a sobrevivência da humanidade. Foi dada ênfase à reunião ser politicamente neutra. Estendeu a questão das armas nucleares a todas as pessoas e governos. Uma frase em particular é citada frequentemente, inclusive por Rotblat ao receber o Prêmio Nobel da Paz em 1995::320
Lembre-se de sua humanidade e esqueça o resto.

## O início das Conferências Pugwash
O manifesto pedia uma conferência internacional e foi originalmente planejado por Jawaharlal Nehru para ser realizado na Índia. Isso foi adiado pela eclosão da Crise de Suez. Aristóteles Onassis se ofereceu para financiar um encontro em Mônaco, mas foi rejeitado. Em vez disso, Cyrus Eaton, um industrial canadense que conhecia Russell desde 1938, ofereceu-se para financiar a conferência em sua cidade natal, Pugwash, Nova Escócia. O Manifesto Russell-Einstein tornou-se a carta fundadora das Conferências Pugwash. A primeira das conferências foi realizada em julho de 1957 em Pugwash.

## Signatários
- Max Born
- Percy Williams Bridgman
- Albert Einstein
- Leopold Infeld
- Frédéric Joliot-Curie
- Hermann Muller
- Linus Pauling
- Cecil Frank Powell
- Józef Rotblat
- Bertrand Russell
- Hideki Yukawa